# Oscar Hertwig
Oscar Hertwig (Friedberg, Hessen, 21 de abril de 1849 – Berlim, 25 de outubro de 1922) foi um zoólogo alemão, que também escreveu sobre a teoria da evolução por volta de 1916, mais de 55 anos depois do livro de Charles Darwin A Origem das Espécies.
Irmão mais velho do também zoólogo Richard Hertwig (1850-1937).
Juntamente com Carl Gegenbaur, os irmãos Hertwig foram os estudiosos mais eminentes de Ernst Haeckel, na Universidade de Jena. Ainda que não compartilhassem das especulações filosóficas de Haeckel usaram as suas ideias de forma positiva para desenvolvimento e aplicação em seus conceitos sobre a zoologia,  Entre 1879 e 1883 trouxeram a tona estudos embriológicos, especialmente relacionadas com a teoria do celoma (1881) a cavidade do corpo cheio de líquido. Estes problemas foram com base nos teoremas filogenéticas de Haeckel, isto é, a teoria biogênica (= alemães biogenetisches Grundgesetz), e a "teoria gastraea". 
No espaço de tempo de 10 anos, os dois irmãos se separaram para o norte e sul da Alemanha. Oscar Hertwig mais tarde tornou-se professor de anatomia em 1888 em Berlim, foi um dos investigadores mais reconhecidos no campo da embriologia comparada , que é responsável por comparar os embriões de seres vivos e embriologia experimental, que estuda o desenvolvimento embrionário por meio de sua experimentalmente perturbação. 
O zoologista foi um líder no campo da história comparativa e causal animal de desenvolvimento. Ele também escreveu um livro líder. Ao estudar ouriços do mar, ele provou que a fertilização ocorre devido à fusão de uma célula de esperma e ovo . Ele ainda reconheceu o papel do núcleo da célula durante a herança e redução de cromossomos durante a meiose. 
Em 1876, ele publicou suas descobertas que fertilização inclui a penetração do espermatozóide em um óvulo. Oscar estava bem interessado em biologia do desenvolvimento, ele se opunha ao acaso como assumido na teoria de Darwin Charles. Seu livro mais importante teórico foi: "Das Werden der Organismen, eine Widerlegung der Darwinschen Zufallslehre" (Jena, 1916) (tradução: "A Origem dos organismos - uma refutação da teoria da chance de Darwin"). 
Frente ao preformacionismo de Wilhelm Roux e Weismann, Oscar  Hertwig defendeu uma teoria epigenética do desenvolvimento: as células diferenciam-se como resultado das interacções com outras células do embrião em desenvolvimento. 
Oscar Hertwig é conhecido no livro "Quem descobriu o quê e quando", de David Ellyard. A história da descoberta da fertilização para os mamíferos, também e  conhecido junto a outros cientistas como  e trabalhadores é  pelo livro "The Mammalian Egg", de Austin. 
Hertwig também foi eleito membro da Real Academia Sueca de Ciências em 1903, e possui uma filha biologa chamada Paula Hertwig (1889-1983). Já seu irmão , Richard Hertwig tinha movido 3 anos antes, tornando-se um professor de zoologia em Munique 1885-1925, pelo Ludwig Maximilians Universität, onde atuou nos últimos 40 anos de sua carreira de 50 anos como professor em 4 universidades.